# HAT-P-36
HAT-P-36, TOI-1810 — одиночная звезда в созвездии Гончих Псов на расстоянии около 939 световых лет (около 288 парсек) от Солнца. Визуальная звёздная величина звезды — +12,15m. Возраст звезды определён как около 6,6 млрд лет.
Вокруг звезды обращается, как минимум, одна планета.

## Характеристики
HAT-P-36 — жёлтый карлик спектрального класса G5. Масса — около 1,049 солнечной, радиус — около 1,108 солнечного, светимость — около 1,053 солнечной. Эффективная температура — около 5724 K.
HAT-P-36 была открыта с помощью орбитальной обсерватории Hipparcos в ходе проекта Tycho. Официальное открытие звезды было совершено 1997 году в рамках публикации каталога Tycho. Наименование звезды в этом каталоге — TYC 3020-2221-1. В настоящий момент более распространено наименование HAT-P-36, данное командой исследователей из проекта HATNet.

## Планетная система
В начале 2012 года группой астрономов, работающих в рамках проекта HATNet, было объявлено об открытии планеты HAT-P-36 b. Это типичный горячий юпитер, орбита которого находится на расстоянии 0,023 а.е. от родительской звезды. Полный оборот вокруг неё планета совершает всего за 1,3 суток. Масса и радиус планеты приблизительно равны 1,83 и 1,26 юпитерианских соответственно. Эффективная температура HAT-P-36 b оценивается в 1823 Кельвин. Открытие было совершено транзитным методом.